# Oliveira (Familienname)
Oliveira ist ein portugiesischer Familienname, abgeleitet von port. oliveira mit der Bedeutung „Olivenbaum“.

## Namensträger

### A
- Abraham d’Oliveira (1880–1943), niederländischer Turner
- Abrão Oliveira (* 1973), osttimoresischer Politiker
- Adenis Roberto de Oliveira (* 1974), brasilianischer römisch-katholischer Ordensgeistlicher, Weihbischof in Curitiba
- Adolfo de Oliveira Franco (1915–2008), brasilianischer Rechtsanwalt und Politiker
- Adriano Correia de Oliveira (1942–1982), portugiesischer Sänger und Komponist
- Adryan Oliveira Tavares (* 1994), brasilianischer Fußballspieler, siehe Adryan
- Afonso de Oliveira Lima (1916–1994), brasilianischer Ordensgeistlicher, Bischof von Brejo
- Agostinho Oliveira (* 1947), portugiesischer Fußballspieler und -trainer
- Alberto Estima de Oliveira (1934–2008), portugiesischer Dichter
- Alessandra Medeiros da Oliveira (Alessandra; * 1981), brasilianische Handballspielerin
- Alessandra Santos de Oliveira (Alessandra; * 1973), brasilianische Basketballspielerin
- Alessandro Andrade de Oliveira (* 1973), brasilianischer Fußballspieler
- Alex Chandre de Oliveira (1977–2014), brasilianischer Fußballspieler
- Alex Sandro Santana de Oliveira (* 1973), brasilianischer Fußballspieler
- Amaury Banhos Pôrto de Oliveira (* 1926), brasilianischer Diplomat
- Américo d’Oliveira Ramos, são-toméischer Politiker
- Ana Oliveira (Poolbillardspielerin) (* 1987), portugiesische Poolbillardspielerin
- Ana Cristina de Oliveira (* 1973), US-amerikanisch-portugiesische Schauspielerin
- Ana Cristina Oliveira Leite (* 1991), portugiesisch-deutsche Fußballspielerin
- Ana Isabel Oliveira (* 1963), portugiesische Weit- und Dreispringerin
- Ana Paula Oliveira (* 1978), brasilianische Fußballschiedsrichterin
- Ana Paula de Oliveira (* 1996), brasilianische Hochspringerin
- Anderson Soares de Oliveira (* 1988), brasilianischer Fußballspieler, siehe Bamba Anderson
- Anderson Luís de Abreu Oliveira (* 1988), brasilianischer Fußballspieler
- André Oliveira (Tennisspieler) (* 1976), portugiesischer Tennisspieler
- André Oliveira de Lima (André; * 1985), brasilianischer Fußballspieler
- André Ricardo de Oliveira Santos (* 1989), brasilianischer Fußballspieler, siehe Andrezinho (Fußballspieler, 1989)
- Ángela de Oliveira Cézar de Costa (1860–1940), argentinische Friedensaktivistin
- Antônio de Oliveira (1874–??), brasilianischer Schriftsteller
- António de Oliveira Monteiro (1842–1903), portugiesischer Mediziner und Politiker
- António Augusto de Oliveira Azevedo (* 1962), portugiesischer Geistlicher, Bischof von Vila Real
- António da Conceição Silva Oliveira (* 1961), portugiesischer Fußballspieler und -trainer
- Antônio Carlos de Oliveira (* 1948), brasilianischer Politiker
- Antônio Cláudio de Jesus Oliveira (* 1973), brasilianischer Fußballspieler
- António Correia de Oliveira (1878–1960), portugiesischer Lyriker, Dramatiker und Journalist
- António Dias de Oliveira (1804–1863), portugiesischer Politiker
- António Henriques Jesus Oliveira (* 1958), portugiesischer Fußballspieler
- António José Cardoso de Oliveira (* 1982), portugiesischer Fußballspieler und -trainer
- António José Conceição Oliveira (* 1946), portugiesischer Fußballspieler und -trainer
- António Luís Alves Ribeiro Oliveira (* 1952), portugiesischer Fußballspieler und -trainer
- Antônio Ribeiro de Oliveira (1926–2017), brasilianischer Geistlicher, Erzbischof von Goiânia
- Arolde de Oliveira (1937–2020), brasilianischer Politiker, Militär, Hochschullehrer, Ingenieur und Unternehmer
- Augusto Dutra da Silva de Oliveira (* 1990), brasilianischer Stabhochspringer, siehe Augusto Dutra

### B
- Baltazar Costa Rodrigues de Oliveira (* 2000), brasilianischer Fußballspieler
- Basil D’Oliveira (1931–2011), südafrikanisch-englischer Cricketspieler
- Bento da França Pinto de Oliveira (1833–1889), portugiesischer Offizier und Kolonialverwalter
- Bernardo Oliveira (Bogenschütze) (Bernardo de Souza Oliveira, * 1993), brasilianischer Bogenschütze
- Bernardo Oliveira (Fußballspieler) (Bernardo Lancao Oliveira, * 2004), brasilianisch-australischer Fußballspieler
- Brenner Marlos Varanda de Oliveira (* 1994), brasilianischer Fußballspieler siehe Brenner (Fußballspieler, 1994)

### C
- Camille de Oliveira (* 2004), brasilianische Leichtathletin
- Camilo de Oliveira (1924–2016), portugiesischer Volksschauspieler und Komiker
- Camilo Reijers de Oliveira (* 1999), brasilianisch-niederländischer Fußballspieler
- Campos Oliveira (1847–1911), mosambikanischer Schriftsteller
- Cândido de Oliveira (1896–1958), portugiesischer Journalist und Fußballspieler
- Carlos Oliveira (Fußballspieler), kubanischer Fußballspieler
- Carlos de Oliveira (Schriftsteller) (1921–1981), portugiesischer Schriftsteller und Übersetzer
- Carlos Oliveira (Ruderer) (1943–2023), portugiesischer Ruderer
- Carlos de Oliveira (Bodybuilder) (* 1990), brasilianischer Bodybuilder
- Carlos de Oliveira, brasilianischer Handballtrainer, siehe Vinicius Carlos de Oliveira
- Carlos de Oliveira Santos (* 1990), brasilianischer Leichtathlet
- Carlos Alberto de Oliveira (* 1972), brasilianischer Fußballspieler, siehe Capone (Fußballspieler)
- Carlos Eduardo de Oliveira Alves (* 1989), brasilianischer Fußballspieler
- Carlos Eduardo Santos Oliveira (* 1986), brasilianischer Fußballspieler
- Carlos Henrique Silva Oliveira (* 1972), brasilianischer Geistlicher, Bischof von Tocantinópolis
- Carlos José de Oliveira (* 1967), brasilianischer Geistlicher, römisch-katholischer Bischof von Apucarana
- Carlos Ruiter de Oliveira Santos (* 1943), brasilianischer Fußballspieler
- Carmem de Oliveira (* 1965), brasilianische Langstreckenläuferin
- Cássio José de Abreu Oliveira (* 1980), brasilianischer Fußballspieler
- Cauly Oliveira Souza (* 1995), brasilianischer Fußballspieler
- Célio de Oliveira Goulart (1944–2018), brasilianischer Geistlicher, Bischof von São João del Rei
- César Martins de Oliveira (1956–2024), brasilianischer Fußballspieler
- Chico de Oliveira (1933–2019), brasilianischer Schriftsteller und Soziologe, siehe Francisco Maria Cavalcanti de Oliveira
- Claire de Oliveira (* 1961), französische Übersetzerin und Literaturwissenschaftlerin

### D
- Daniel Oliveira (Schachspieler), portugiesischer Schachspieler
- Daniel Oliveira (Rallyefahrer) (* 1985), brasilianischer Rallyefahrer
- Daniel Muniz de Oliveira (* 1997), brasilianischer Volleyballspieler
- Danilo Oliveira (Fußballspieler, 1995) (* 1995), brasilianischer Fußballspieler
- Danilo Cirino de Oliveira (* 1986), brasilianischer Fußballspieler, siehe Danilo (Fußballspieler, 1986)
- David Braz de Oliveira Filho (* 1987), brasilianischer Fußballspieler
- Débora Cristiane de Oliveira (* 1991), brasilianische Fußballspielerin
- Denílson de Oliveira (Denílson; * 1977), brasilianischer Fußballspieler
- Deyvison Fernandes de Oliveira (* 1991), brasilianischer Fußballspieler
- Diego Oliveira Silva (* 1990), brasilianischer Fußballspieler
- Dirceu de Oliveira Medeiros (* 1973), brasilianischer Geistlicher, römisch-katholischer Bischof von Camaçari
- Dirceu Wiggers de Oliveira Filho (* 1988), brasilianischer Fußballspieler
- Domingos da Costa Oliveira (1873–1957), portugiesischer General, Politiker und Ministerpräsident
- Domingos de Oliveira, osttimoresischer Politiker
- Domingos de Oliveira (Regisseur) (* 1936), brasilianischer Regisseur, Drehbuchautor und Schauspieler
- Donizete Francisco de Oliveira (* 1968), brasilianischer Fußballspieler

### E
- Eduardo Oliveira (Fußballspieler, 1972) (Eduardo Oliveira dos Santos; * 1972), brasilianisch-französischer Fußballspieler
- Eduardo Oliveira (Fußballspieler, 1975) (Eduardo Manuel Costa Oliveira; * 1975), portugiesischer Fußballspieler
- Eduardo Oliveira (Moderner Fünfkämpfer) (* 2000), portugiesischer Moderner Fünfkämpfer
- Eduardo Gonçalves de Oliveira (* 1981), brasilianischer Fußballspieler, siehe Edu (Fußballspieler, 1981)
- Edvaldo Oliveira (* 1963), brasilianischer Tennisspieler
- Elias Oliveira (* 2004), brasilianischer Sprinter
- Elias Fernandes de Oliveira (* 1992), brasilianischer Fußballspieler
- Elisângela de Oliveira (* 1983), brasilianische Leichtathletin
- Eliseu Maria Gomes de Oliveira (1920–2002), brasilianischer Geistlicher, Bischof von Itabuna
- Emanuel Gomes de Oliveira (1874–1955), brasilianischer Ordenspriester, Erzbischof von Goiás
- Emanuel Messias de Oliveira (* 1948), brasilianischer Geistlicher, Bischof von Caratinga
- Eric de Oliveira Pereira (* 1985), brasilianischer Fußballspieler
- Euclides Quandt de Oliveira (1919–2013), brasilianischer Politiker
- Evandro Oliveira (* 1979), portugiesischer Kommunikationswissenschaftler, Journalist und Dichter
- Evandro Gonçalves Oliveira Júnior (* 1990), brasilianischer Beachvolleyballspieler
- Expedito Eduardo de Oliveira (1910–1983), brasilianischer Geistlicher, Bischof von Patos

### F
- Fabiana Oliveira (* 1980), brasilianische Volleyballspielerin
- Fabiano Oliveira (* 1987), brasilianischer Fußballspieler
- Fabião de Oliveira, osttimoresischer Politiker
- Felipe Daudt de Oliveira (1890–1933), brasilianischer Lyriker
- Felix Novo de Oliveira (* 1978), deutscher Kameramann
- Fernanda Oliveira (* 1980), brasilianische Seglerin
- Fernando Almeida de Oliveira (* 1978), brasilianischer Fußballspieler
- Filipe Oliveira (* 1984), portugiesischer Fußballspieler
- Flávia Oliveira (* 1981), brasilianische Radrennfahrerin
- Flavia de Oliveira (* 1983), brasilianisches Model
- Francisco Cota de Oliveira (* 1969), brasilianischer Geistlicher, Bischof von Sete Lagoas
- Francisco de Oliveira Vidal (* 1964), brasilianischer Geistlicher, Bischof von Alagoinhas
- Francisco Maria Cavalcanti de Oliveira (Chico de Oliveira; 1933–2019), brasilianischer Schriftsteller und Soziologe
- Francisco Xavier de Oliveira (1702–1783), portugiesischer Schriftsteller und Denker der Aufklärung

### G
- Gabriel de Oliveira (* 1998), deutsch-brasilianischer Basketballspieler
- Geraldo de Oliveira (1919–1996), brasilianischer Drei-, Weit- und Hochspringer
- Gonçalo Oliveira (* 1995), portugiesischer Tennisspieler
- Gilberto Oliveira Souza Júnior (* 1989), brasilianischer Fußballspieler
- Gilberto Pastana de Oliveira (* 1956), brasilianischer Geistlicher, Erzbischof von São Luís do Maranhão
- Giovanni Augusto Oliveira Cardoso (* 1989), brasilianischer Fußballspieler, siehe Giovanni Augusto
- Giovanni Silva de Oliveira (Giovanni; * 1972), brasilianischer Fußballspieler
- Givanildo Oliveira (* 1948), brasilianischer Fußballspieler und -trainer
- Gisele de Oliveira (* 1980), brasilianische Dreispringerin
- Gloria Endres de Oliveira (* 1990), Schauspielerin
- Guido de Oliveira, osttimoresischer Offizier

### H
- Haroldo de Oliveira (1942–2003), brasilianischer Schauspieler
- Harrison Cardoso de Oliveira (* 1992), brasilianischer Fußballspieler
- Hélder Oliveira (* 1983), portugiesischer Radrennfahrer
- Helvécio Gomes de Oliveira (1876–1960), brasilianischer Ordenspriester und Bischof
- Hyuri Henrique de Oliveira Costa (* 1991), brasilianischer Fußballspieler

### I
- Ingrid de Oliveira (* 1996), brasilianische Wasserspringerin
- Ivan Oliveira Cannabrava (* 1941), brasilianischer Diplomat
- Ivo Oliveira (* 1996), portugiesischer Radsportler

### J
- Jailton Nunes de Oliveira (* 1974), brasilianischer Fußballspieler
- Jailton de Oliveira Lino (* 1965), brasilianischer Geistlicher, Bischof von Itabuna
- Jair Oliveira (* 1975), brasilianischer Sänger und Songwriter
- Jamary Oliveira (1944–2020), brasilianischer Komponist
- Jancarlos de Oliveira Barros († 2013), brasilianischer Fußballspieler
- Jean Lucas Oliveira (* 1998), brasilianischer Fußballspieler
- Jesuinha de Oliveira (* 1969), osttimoresische Politikerin, Frauenrechtlerin und Unabhängigkeitsaktivistin
- João Oliveira (Politiker) (João Guilherme Ramos Rosa de Oliveira; * 1979), portugiesischer Politiker (PCP)
- João Oliveira (Fussballspieler) (João Pedro Abreu de Oliveira; * 1996), schweizerisch-portugiesischer Fußballspieler
- João de Oliveira Matos Ferreira (1879–1962), portugiesischer Geistlicher, Weihbischof von Guardia
- João Alfredo Correia de Oliveira (1835–1919), brasilianischer Politiker, Premierminister
- João Baptista de Oliveira Figueiredo (1918–1999), brasilianischer Militär und Politiker, Präsident 1979 bis 1985
- João Miguel Melo Oliveira (* 1998), portugiesischer Fußballspieler
- João Batista Nunes de Oliveira (* 1954), brasilianischer Fußballspieler, siehe Nunes (Fußballspieler)
- João Batista de Oliveira (* 1963), brasilianischer Ordensgeistlicher, Bischof von Corumbá
- João Carlos de Oliveira (1954–1999), brasilianischer Leichtathlet
- João Carlos Oliveira (Historiker) (* 1973), portugiesischer Historiker
- João Carlos de Oliveira (Schachspieler) (1952–2023), brasilianischer Fernschachspieler
- João Carlos de Saldanha Oliveira e Daun (1790–1876), portugiesischer Staatsmann und General
- João Correia de Oliveira (1881–1960), portugiesischer Dramatiker
- João Marques de Oliveira (1853–1927), portugiesischer Maler
- João Paulo de  Oliveira (* 1981), brasilianischer Automobilrennfahrer
- João Tabajara de Oliveira (1933–2010), brasilianischer Diplomat
- João Tabajara de Oliveira Júnior (* 1959), brasilianischer Diplomat
- Joaquim Oliveira (1947–2025), portugiesischer Medientycoon
- Joaquim Pedro de Oliveira Martins (1845–1894), portugiesischer Schriftsteller, Historiker, Herausgeber und Politiker
- Joaquim Domingues de Oliveira (1878–1967), portugiesischer Geistlicher, Erzbischof von Florianópolis
- Jocy de Oliveira (* 1936), brasilianische Pianistin und Komponistin
- Joel de Oliveira Monteiro (1904–1990), brasilianischer Fußballtorhüter
- Jonas Gonçalves Oliveira (* 1984), brasilianischer Fußballspieler
- Jorge Marco de Oliveira Moraes (* 1996), brasilianischer Fußballspieler
- Jorge Marcos de Oliveira (1915–1989), brasilianischer Geistlicher, Bischof von Santo André
- José Melo de Oliveira (* 1946), brasilianischer Politiker
- José Oliveira (Schauspieler) (1914–1995), brasilianischer Schauspieler und Sprecher
- José Oliveira (Leichtathlet), brasilianischer Leichtathlet
- José Oliveira (Musiker), portugiesischer Musiker
- José Oliveira de Sousa (* 1974), portugiesischer Dartspieler
- José Carlos de Oliveira (Geistlicher) (* 1931), brasilianischer Ordensgeistlicher, Bischof von Rubiataba-Mozarlândia
- José Carlos de Oliveira (Regisseur) (* 1951), portugiesischer Filmregisseur, Drehbuchautor, Produzent und Kameramann
- José Edson Santana de Oliveira (* 1952), brasilianischer Geistlicher, Bischof von Eunápolis
- José Freire de Oliveira Neto (1928–2012), brasilianischer Geistlicher, Bischof von Mossoró
- José Geraldo Oliveira do Valle (* 1929), brasilianischer Ordensgeistlicher, Bischof von Guaxupé
- José Ionilton Lisboa de Oliveira (* 1962), brasilianischer, römisch-katholischer Ordensgeistlicher und Prälat von Marajó
- José Luiz de Oliveira (* 1904), brasilianischer Fußballspieler
- José do Patrocínio Bacelar e Oliveira (1916–1999), portugiesischer Jesuit, Philosoph und Hochschullehrer
- José Ricardo dos Santos Oliveira (* 1984), brasilianischer Fußballspieler
- José Roberto de Oliveira (* 1980), brasilianischer Fußballspieler, siehe Zé Roberto (Fußballspieler, 1980)
- Josias de Oliveira (* 1911), brasilianischer Supercentenarian
- Josiel Alves de Oliveira (* 1988), brasilianischer Fußballspieler
- Juan Manuel Olivera (* 1981), uruguayischer Fußballspieler
- Juraci Gomes de Oliveira (* 1956), brasilianischer Geistlicher, Bischof von Amargosa
- Juvemário de Oliveira Tupinambá († 2010), brasilianischer Schauspieler und Komiker

### K
- Kelvin Mateus de Oliveira (* 1993), brasilianischer Fußballspieler
- Kywal de Oliveira (* 1947), brasilianischer Diplomat

### L
- Leandro de Oliveira (1982–2021), brasilianischer Leichtathlet
- Leandro dos Santos Oliveira (* 1986), brasilianischer Fußballspieler
- Letícia Santos de Oliveira (* 1994), brasilianische Fußballspielerin, siehe Letícia Santos
- Lindomar Ferreira de Oliveira (* 1977), brasilianischer Fußballspieler
- Lucas Pierre Santos Oliveira (* 1982), brasilianischer Fußballspieler
- Luciano Siqueira de Oliveira (* 1975), brasilianischer Fußballspieler
- Luís Oliveira (* 1969), brasilianisch-belgischer Fußballspieler
- Luis Fernández Oliveira (* 1980), spanischer Radrennfahrer
- Luís Geraldo Ximenes de Oliveira (* 1975), osttimoresischer Unternehmer und Politiker
- Luís Mesquita de Oliveira (1911–1983), brasilianischer Fußballspieler
- Luís Valente de Oliveira (* 1937), portugiesischer Politiker
- Luiz Eduardo de Oliveira (* 1944), brasilianischer Comiczeichner und -texte
- Luiz Flávio de Oliveira (* 1977), brasilianischer Fußballschiedsrichter
- Luiz Sérgio Nóbrega de Oliveira (* 1958), brasilianischer Politiker
- Lurdes Oliveira (* 2004), portugiesischer Sprinterin
- Luma de Oliveira (* 1967), brasilianische Schauspielerin

### M
- Maicon Pereira de Oliveira (1988–2014), brasilianischer Fußballspieler
- Mairon Natan Pereira Maciel Oliveira (* 1991), brasilianischer Fußballspieler
- Malcom Filipe Silva de Oliveira (* 1997), brasilianischer Fußballspieler, siehe Malcom
- Manoel de Oliveira (1908–2015), portugiesischer Filmregisseur und Drehbuchautor
- Manoel de Oliveira Soares Filho (* 1965), brasilianischer Geistlicher, Bischof von Palmeira dos Índios
- Manuel de Oliveira (Fußballspieler), portugiesischer Fußballspieler
- Manuel de Oliveira (Leichtathlet, 1940) (1940–2017), portugiesischer Leichtathlet
- Manuel de Oliveira (Leichtathlet, 1959) (* 1959), portugiesisch-französischer Leichtathlet
- Manuel de Oliveira Gomes da Costa (1863–1929), portugiesischer General und Politiker
- Manuel Antônio de Oliveira Lopes (1861–1922), brasilianischer Geistlicher, Erzbischof von Maceió
- Manuel Jorge Martins de Oliveira (* 1959), portugiesischer Stierkämpfer und Reitlehrer
- Manuel Lisboa de Oliveira (1916–2002), brasilianischer Geistlicher, Bischof von Nazaré
- Marcelo Oliveira (* 1955), brasilianischer Fußballspieler
- Marcelo Oliveira Ferreira (* 1987), brasilianischer Fußballspieler
- Márcio Paulo de Oliveira Dias (* 1938), brasilianischer Diplomat
- Marcus Oliveira (* 1979), US-amerikanischer Boxer
- Maria Idalina de Oliveira Valente (* 1959), angolanische Politikerin und Hochschullehrerin
- Mário de Oliveira (1914–2013), portugiesischer Architekt
- Martinho Lutero Galati de Oliveira (1953–2020), brasilianischer Dirigent und Hochschullehrer
- Mateus Vicente de Oliveira (1706–1786), portugiesischer Architekt
- Maurício de Oliveira (Musiker) (1925–2009), brasilianischer Gitarrist
- Maurício de Oliveira (Tänzer), brasilianischer Tänzer und Choreograf
- Maurício de Oliveira Anastácio (Maurício, * 1962), brasilianischer Fußballspieler
- Mayke Rocha Oliveira (* 1992), brasilianischer Fußballspieler, siehe Mayke
- Miguel de Oliveira (1947–2021), brasilianischer Boxer
- Miguel Oliveira (Filmeditor), portugiesischer Filmeditor
- Miguel Oliveira (Fußballspieler, 1983) (Pedro Miguel dos Santos Oliveira; * 1983), portugiesischer Fußballspieler
- Miguel Oliveira (Padelspieler) (Miguel Fonseca Oliveira; * 1988), portugiesischer Padelspieler
- Miguel Oliveira (Fußballspieler, 1995) (Miguel Ângelo Agostinho Oliveira; * 1995), portugiesischer Fußballspieler
- Miguel Oliveira (Rennfahrer) (* 1995), portugiesischer Motorradrennfahrer
- Miguel Oliveira (Handballspieler) (* 2004), portugiesischer Handballspieler

### N
- Nélson Oliveira (Radsportler) (* 1989), portugiesischer Radrennfahrer
- Nélson Oliveira (Fußballspieler) (* 1991), portugiesischer Fußballspieler
- Nelson Tabajara de Oliveira (1904–1979), brasilianischer Diplomat
- Nelson Antonio Tabajara de Oliveira (* 1957), brasilianischer Diplomat
- Nelson Olveira (* 1974), uruguayischer Fußballspieler

- Nestor Souto de Oliveira (1900–1988), brasilianischer General und Diplomat
- Ney Fabiano de Oliveira (* 1979), brasilianischer Fußballspieler
- Nicolas Oliveira (Schwimmer) (Nicolas Nilo César de Oliveira; * 1987), brasilianischer Schwimmer
- Nicolas Oliveira (Fußballspieler) (* 2004), deutsch-spanischer Fußballspieler
- Nicolas Oliveira (Tennisspieler) (* 2006), brasilianischer Tennisspieler
- Nuno Oliveira (1925–1989), portugiesischer Reitmeister und Autor

### O
- Oscar de Oliveira (1912–1997), brasilianischer Geistlicher, Erzbischof von Mariana
- Oswaldo de Oliveira (* 1950), brasilianischer Fußballtrainer

### P
- Paulo Oliveira (* 1992), portugiesischer Fußballspieler
- Paulo André de Oliveira (* 1998), brasilianischer Sprinter
- Paulo Antonio de Oliveira (* 1982), brasilianischer Fußballspieler
- Paulo José de Oliveira (* 1986), brasilianischer Fußballspieler, siehe Paulinho (Fußballspieler, März 1986)
- Paulo Roberto de Oliveira Júnior (* 1977), brasilianischer Fußballspieler
- Paulo Sérgio de Oliveira Silva (1974–2004), brasilianischer Fußballspieler, siehe Serginho (Fußballspieler, 1974)
- Paulo Sérgio Oliveira (* 1993), brasilianischer Weitspringer
- Pedro Gonçalves Oliveira (* 2002), brasilianischer Fußballspieler
- Pedro Henrique Cortes Oliveira Góis (* 1992), brasilianisch-osttimoresischer Fußballspieler
- Pedro Luiz de Oliveira (* 1992), brasilianischer Sprinter
- Pedro Paulo de Oliveira (* 1977), brasilianischer Fußballtrainer
- Pedro de Oliveira (Leichtathlet, 1996) (* 1996), brasilianischer Zehnkämpfer
- Plinio Corrêa de Oliveira (1908–1995), brasilianischer Publizist
- Policarpo Ribeiro de Oliveira (1909–1986), brasilianischer Fußballspieler

### Q
- Quintino Rodrigues de Oliveira e Silva (1863–1929), brasilianischer Geistlicher, Bischof von Crato

### R
- Rafael Luca Oliveira (* 1987), Schweizer Schauspieler und Komiker
- Raphael de Oliveira (* 1979), brasilianischer Leichtathlet
- Raul Régis de Oliveira (1874–1942), brasilianischer Diplomat
- Reginaldo Oliveira (* 1982), brasilianischer Tänzer und Choreograf
- Reinaldo da Cruz Oliveira (* 1979), brasilianischer Fußballspieler
- Ricardo Oliveira (* 1980), brasilianischer Fußballspieler
- Ricardo Souza Oliveira (* 2000), brasilianischer Fußballspieler
- Rita Bentes de Oliveira Pinto (* 2000), portugiesische Tennisspielerin
- Roberto de Oliveira Campos (1917–2001), brasilianischer Politiker
- Rodolfo das Mercês de Oliveira Pena (1890–1975), brasilianischer Geistlicher, Bischof von Valença
- Rodrigo de Oliveira (* 1985), brasilianischer Fußballspieler
- Rodrigo Nunes de Oliveira (* 1979), brasilianischer Fußballspieler
- Rodrigo Vasconcelos Oliveira (* 1992), brasilianischer Fußballspieler
- Rogério Oliveira da Costa (1976–2006), brasilianisch-mazedonischer Fußballspieler
- Rogério Oliveira da Silva (* 1998), brasilianischer Fußballspieler, siehe Rogério (Fußballspieler, 1998)
- Roldeney de Oliveira (* 2000), são-toméischer Judoka
- Rosiska Darcy de Oliveira (* 1944), brasilianische Autorin und Frauenrechtlerin
- Rui Oliveira (* 1996), portugiesischer Radsportler
- Rychely Cantanhede de Oliveira (* 1987), brasilianischer Fußballspieler

### S
- Sebastiao Jose de Oliveira (1918–2005), brasilianischer Entomologe
- Sérgio Oliveira (* 1992), portugiesischer Fußballspieler
- Servilio de Oliveira (* 1948), brasilianischer Boxer
- Silvio Carlos de Oliveira (* 1985), brasilianischer Fußballspieler
- Silvio Roberto de Oliveira (* 1946), brasilianischer Schriftsteller
- Simone de Oliveira (* 1938), portugiesische Sängerin und Schauspielerin

### T
- Teresa Oliveira (* 1987), portugiesische Fußballschiedsrichterin
- Thainara Feitosa de Oliveira (* 2001), brasilianische Beachvolleyballspielerin
- Thiago Braga de Oliveira (* 1988), deutsch-brasilianischer Schauspieler
- Tomás Correia de Oliveira (1956–2020), osttimoresischer Freiheitskämpfer und Beamter

### V
- Valdinei Rocha de Oliveira (* 1971), brasilianischer Fußballspieler
- Vanderlei Eustáquio de Oliveira  (1950–2023), brasilianischer Fußballspieler, siehe Palhinha (Fußballspieler, 1950)
- Vanderson de Oliveira Campos (* 2001), brasilianischer Fußballspieler, siehe Vanderson
- Victor Oliveira (* 1994), brasilianischer Fußballspieler
- Vilson Dias de Oliveira (* 1958), brasilianischer Ordensgeistlicher, Bischof von Limeira
- Vinícius José Paixão de Oliveira Júnior (* 2000), brasilianischer Fußballspieler, siehe Vinícius Júnior
- Vital Maria Conçalves de Oliveira (1844–1878), Bischof von Olinda

### W
- Waldemar Aureliano de Oliveira Filho (* 1965; genannt Mazinho), brasilianischer Fußballspieler, siehe Mazinho (Fußballspieler, 1965)
- Walewska Oliveira (1979–2023), brasilianische Volleyballspielerin
- Wallace Oliveira dos Santos (* 1994), brasilianischer Fußballspieler
- Walmor Oliveira de Azevedo (* 1954), Erzbischof von Belo Horizonte
- Walter Henrique de Oliveira (* 1968), brasilianischer Fußballspieler
- Wandeir Oliveira dos Santos (Wandeir; * 1980), brasilianisch-mazedonischer Fußballspieler, siehe Wandeir
- Wanderson de Oliveira (* 1997), brasilianischer Boxer
- Weligton Robson Pena de Oliveira (* 1979), brasilianischer Fußballspieler, siehe Weligton
- Wellington de Oliveira Monteiro (* 1978), brasilianischer Fußballspieler
- Wellington Katzor de Oliveira (* 1981), brasilianischer Fußballspieler
- Weverson Patrick Rodrigues de Oliveira (* 1988), brasilianischer Fußballspieler
- Weverson Leandro Oliveira Moura (* 1993), brasilianischer Fußballspieler
- Willer Souza Oliveira (* 1979), brasilianischer Fußballspieler
- William Alves de Oliveira (* 1991), brasilianischer Fußballspieler
- William Artur de Oliveira (* 1982), brasilianischer Fußballspieler
- Willy Oliveira (* 1938), brasilianischer Komponist
- Wilson de Oliveira (Musiker) (* 1945), uruguayischer Jazzmusiker
- Wilson de Oliveira (Fußballspieler) (* 1970), brasilianischer Fußballspieler